# جائزة غولدن غلوب لأفضل فلم وثائقي
جائزة غولدن غلوب لأفضل فيلم وثائقي هي إحدى فئات جوائز غولدن غلوب مُنحت لستة سنوات فقط وتوقف منحها بعد ذلك.
أول فيلم حصل على الجائزة كان عام 1953 كان فيلماً وثائقياً يشرح تتويج الملكة إليزابيث الثانية،  واستئنف منحها في عام 1972 في الحفل الثلاثون للغولدن غلوب.

## الفائزون والمرشحون
| السنة | الفيلم الفائز               | اسم الفيلم الفائز باللغة الأصلية | الترشيحات | الاسم باللغة الأصلية |
| ----- | --------------------------- | -------------------------------- | --- | --- |
| 1953  | الملكة تتوج                 | A Queen Is Crowned               | لا يوجد | لا يوجد |
| 1972  | إلفيس في جولة و جدران النار | Walls of Fire & Elvis on Tour    | - مارجو - روسيا - الألعاب الأولمبية الشتوية سابورو. | - Marjoe - Russia - Sapporo Orinpikku (Sapporo Winter Olympics) |
| 1973  | رؤى الثمانية                | Visions of Eight                 | - الحب - الأفلام التي صنعتنا - البندقية الثانية - واتستاكس | - Love - The Movies That Made Us - The Second Gun - Wattstax |
| 1974  | الحيوانات شعب جميل          | Animals Are Beautiful People     | - الطيور تفعلها، النحل يفعلها. - عقول وقلوب. - أنا راقص. - جانيس. | - Birds Do It, Bees Do It - Hearts and Minds - I Am a Dancer - Janis |
| 1975  | يوثكويك                     | Youthquake                       | - أخي، هل يمكنك إدخار عشر سنتات - المتشرد المحترم - موستانج: البيت الذي بناه جو - النصف الآخر من السماء: مذكرة صينية - علم الأجسام الطائرة المجهولة (UFOs): الماضي، الحاضر والمستقبل. | - Brother Can You Spare a Dime? - The Gentleman Tramp - Mustang: The House That Joe Built - The Other Half of the Sky: A China Memoir - The Other Half of the Sky: A China Memoir |
| 1976  | مذابح العالم                | Altars of the World              | - أهل الريح - ذكرى العدالة - أجنحة النسر - هذا ممتع الجزء الثاني. | - People of the Wind - The Memory of Justice - Wings of an Eagle - That's Entertainment, Part II                                                                                  |

## روابط خارجية
- جائزة غولدن غلوب الثلاثون نسخة محفوظة 12 أكتوبر 2016 على موقع واي باك مشين.
- جائزة غولدن غلوب الواحد والثلاثون نسخة محفوظة 12 أكتوبر 2016 على موقع واي باك مشين.
- جائزة غولدن غلوب الثانية والثلاثون نسخة محفوظة 12 أكتوبر 2016 على موقع واي باك مشين.
- جائزة غولدن غلوب الثالثة والثلاثون نسخة محفوظة 15 يناير 2017 على موقع واي باك مشين.
- جائزة غولدن غلوب الرابعة والثلاثون نسخة محفوظة 10 سبتمبر 2016 at Archive.is